# Басаргіно (Грязовецький район)
Басаргіно́ (рос. Басаргино) — присілок у складі Грязовецького району Вологодської області, Росія. Входить до складу Ростиловського сільського поселення.

## Населення
Населення — 51 особа (2010; 61 у 2002).
Національний склад (станом на 2002 рік):
- росіяни — 97 %